# 398
398 (CCCXCVIII) var ett normalår som började en fredag i den julianska kalendern.

## Händelser

### Okänt datum
- Johannes Chrysostomos blir biskop av Konstantinopel.
- Ett kejserligt edikt tvingar västromerska jordägare att avstå en tredjedel av sin mark till barbarer, som har slagit sig ner i riket.
- Honorius gifter sig i snabb följd med Stilichos döttrar Maria och Thermantia.

## Avlidna
- Nectarius, patriark av Konstantinopel (död detta eller föregående år)